# Tokubetsu Kōtō Keisatsu

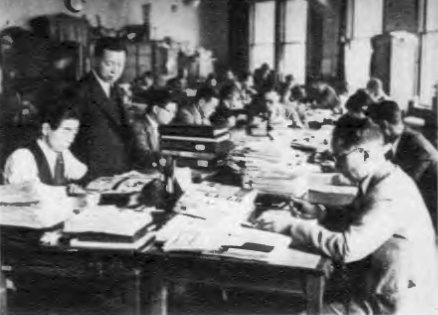
Das Zensurbüro

Die Tokubetsu Kōtō Keisatsu (jap. 特別高等警察, dt. „Spezielle Höhere Polizei“), oft als Tokkō (特高) abgekürzt, war eine 1911 gegründete japanische Polizeieinheit, deren Hauptaufgabe es war, politische Gruppen und Ideologien zu überwachen, die als Gefahr für die Öffentliche Sicherheit erachtet wurden. Aufgrund dieser Aufgabe war sie auch als Polizei für Öffentliche Sicherheit (治安警察, chian keisatsu) oder unter dem orwellschen Begriff Gedankenpolizei (思想警察, shisō keisatsu) bekannt, wobei mit Gedankenverbrechen gefährliche Ideologien gemeint waren.
Ihre Hauptaufgabe war es, als ziviler Gegenpart zum militärischen Kempeitai zu dienen. Grob kann sie in Bezug auf die Kombination von Verbrechensbekämpfung und Gegenspionage mit dem FBI der USA verglichen werden.
Die Hochverratsaffäre von 1910 war der Impuls zur Gründung der Tokkō unter der Aegide des Innenministeriums. Durch die Russische Revolution, die Reisunruhen von 1918 und dem Samil-Aufstand in Korea wurde die Tokkō unter der Regierung Hara Takashis und den folgenden Premierministern stark vergrößert. Sie war hauptsächlich für die durch Anarchismus, Kommunismus, Sozialismus und der zunehmenden ausländischen Bevölkerung entstehende Bedrohung des Systems zuständig, befasste sich aber auch mit religiösen Gruppen, Pazifisten, Liberalen und Ultrarechten.
Nach der Verabschiedung des Gesetzes zur Aufrechterhaltung der öffentlichen Sicherheit von 1925 wurde die Tokkō ungemein vergrößert. Es wurden Dienststellen in jeder Präfektur, größeren Stadt und Orten in Übersee mit größerer japanischer Bevölkerung, wie Shanghai, London und Berlin, eingerichtet.
In den späten 1920er und 1930er Jahren startete die Tokkō eine fortwährende Kampagne um die Kommunistische Partei Japans zu zerstören, mit Massenverhaftungen von Mitgliedern und bekannten wie vermeintlichen Sympathisanten.
Die Tokkō bestand aus sieben Abteilungen:
- Spezielle Polizeiaufgaben I und II (特高一課, tokkō ikka und 特高二課, tokkō ni-ka)
- Arbeiter (労働課, rōdō-ka)
- Zensur (検閲課, ken’etsu-ka)
- Auswärtige Angelegenheiten (外事課, gaiji-ka)
- Koreaner im Inland (内鮮課, naisen-ka)
- Schlichtung (調停課, chōtei-ka)

1927 wurde eine Unterabteilung eingerichtet, welche sich mit dem analysieren verschiedener Ideologien befasste, um ein eventuelles Gefahrenpotential frühzeitig zu erkennen.
Es gab sowohl uniformierte als auch nicht uniformierte Offiziere sowie ein großes Netzwerk an Informanten. Diese Informanten waren oft verdeckte Ermittler, welche verdächtige Organisationen infiltrierten und als Agents Provocateurs dienten. Andere Informanten waren Mitglieder der Nachbarschaftsvereinigungen (Tonarigumi). Im Zuge der Gegenspionage wurden auch Telefone und der Funkverkehr innerhalb Japans und seiner nahen Umgebung überwacht.
Zwischen 1928 und 1943 hatte die Tokkō insgesamt 64.844 Personen wegen angeblichen Verstoßes gegen das Gesetz zur Aufrechterhaltung der öffentlichen Sicherheit verhaftet und bis 1936 über 5.000 vor Gericht gestellt. Ungefähr die Hälfte von diesen wurde zu Gefängnisstrafen verurteilt. Gefangene wurden dazu gezwungen, so lange wieder und wieder Berichte darüber zu verfassen, wie sie mit gefährlichen Ideologien in Berührung gekommen waren, bis ihre Aufseher mit diesen zufrieden waren. Die Berichte wurden anschließend dazu verwendet, um die Beteiligung des Beschuldigten an Verbrechen zu beweisen.
Bei der Verfolgung der in den Untergrund gedrängten politischen Gegner, namentlich kommunistischer Aktivisten, ging die Tokkō zunehmend brutaler vor und schreckte auch vor dem Einsatz von Folter nicht zurück. Ihr bekanntestes Opfer ist der kommunistisch orientierte Arbeiterschriftsteller Takiji Kobayashi, der von Mitgliedern der Tokkō 1933 zu Tode gefoltert wurde. Kritiker haben aufgrund der mit Kriegsbeginn zunehmenden Brutalität und Willkür der Tokkō und ihrem Eindringen als Gedankenpolizei in weite Bereiche des täglichen Lebens auf Analogien zur sowjetischen GPU auf der einen sowie zur deutschen Gestapo auf der anderen Seite hingewiesen. Verteidiger der Tokkō, zumeist ehemalige hochrangige Mitglieder, bestreiten den systematischen Einsatz von Folter hingegen und behaupten, diese sei nur in Einzelfällen und aus Einzelinitiative heraus eingesetzt worden. Bekannt ist heute jedoch eine hinreichend große Zahl an Fällen, die auf einen regelmäßigen und routinierten Einsatz von Folter schließen lassen.
Im Oktober 1945 lösten die amerikanischen Besatzungsbehörden (Supreme Commander for the Allied Powers, abgekürzt „SCAP“) die Tokkō auf. Die „Freiheits-Direktive“ (自由の指令, jiyū no seirei) des SCAP, die auch andere Bürgerrechtseinschränkungen der Vorkriegs- und Kriegszeit aufhob, führte zum Rücktritt des Kabinetts von Premierminister Naruhiko Higashikuni.